# Ibidion comatum
Ibidion comatum là một loài bọ cánh cứng trong họ Cerambycidae.